# 劉力紅
劉力紅（1958年—）是中國中醫學者，暢銷書《思考中醫》的作者。為广西中医药大学经典中医临床研究所首席教授、国家中医药管理局中医扶阳流派传承工作室主任、北京同有三和中医药发展基金会理事长。

## 生平
劉力紅出生於甘肅蘭州，年僅4歲時隨父母至廣西桂林郊区的农村定居。1978年考取广西中医学院医疗系，5年後留校任教；1986年考取成都中医药大学。1989年起於南京中医药大学攻讀博士，師從陈亦人，1992年获医学博士学位，成為廣西首位中醫博士。2002年起於清华大学人文学院访问一年。
劉力紅曾師從多位中醫，包括李阳波與鄧鐵濤。2004年他親往山西省靈石縣拜李可為師。2006年拜火神派傳人盧崇漢為師。2014年拜黄帝内针传人杨真海為師。
2003年，其著作《思考中醫》由广西师范大学出版社出版，成為了暢銷書，在中醫界掀起「重视经典、学习经典」的熱潮。中醫學家邓铁涛對《思考中醫》表示肯定：「吾道不孤，后继有人矣」。
2015年12月，由劉力紅發起的北京同有三和中医药发展基金会在北京市成立，他擔任該會的理事长。

## 獲獎
- 2007年，獲頒「世界杰出华人奖」[12]。

## 外部連結
- 劉力紅的新浪微博